# 반폴란드
폴로노포비아(Polonophobia)는 반(反)폴란드주의(Anti-Polonism) 또는 반폴란드 감정(Anti-Polish sentiment)이라고도 불리며, 이는 민족 집단으로서의 폴란드인, 그들의 국가인 폴란드, 그리고 그들의 문화에 대한 부정적인 태도, 편견, 행동을 지칭하는 용어이다. 여기에는 폴란드인과 폴란드계 혈통을 지닌 사람들에 대한 민족적 편견, 그 외 다양한 형태의 차별, 그리고 폴란드인 및 폴란드 디아스포라에 대한 부당한 대우가 포함된다.
이러한 편견은 대량 학살과 집단 살해로 이어졌으며, 또는 이러한 잔혹 행위를 정당화하는 데 사용되기도 했다. 이는 제2차 세계대전 이전과 도중 모두에서 나타났으며, 특히 독일 나치와 우크라이나 민족주의자들에 의해 자행된 바 있다. 소련의 폴란드 시민들에 대한 탄압과 학살은 이념적으로 동기부여된 것이었지만, 소련 당국이 폴란드 민족에 대해 가졌던 부정적인 태도는 잘 입증되어 있다.
나치 독일은 180만 명에서 270만 명 사이의 민족 폴란드인을 살해했으며, 14만 명의 폴란드인이 아우슈비츠로 강제 이송되었고, 그들 중 최소 절반이 그곳에서 사망했다.
반폴란드 감정에는 폴란드인을 지능이 낮고 공격적인, 폭력배, 도둑, 알코올 중독자, 그리고 반유대주의자로 고정관념화하는 것이 포함된다.

## 어원
Adam Leszczyński에 따르면, antypolonizm이라는 용어는 1946년 언론인 Edmund Osmańczyk에 의해 만들어졌다. Osmańczyk는 전후 폴란드에서의 반유대 폭력을 비판하며, 다음과 같이 결론지었다:
전 세계적으로 커져가는 반폴란드주의는 반유대주의와 같은 근원을 가지고 있다: 약한 사람들에 대한 혐오, 운명에 의해 만성적으로 불리한 조건에 놓인 사람들에 대한 혐오, 개인의 희망과 대중의 빈곤 사이의 괴리로 인해 약해진 사람들, 흩어져 살며 끊임없이 조국을 위해 싸우는 사람들... 우리는 하나의 민족으로서 비호감의 대상이 되어가고 있으며, 유대인들과 마찬가지로 오직 개인만이 동정을 받을 권리를 부여받고 있다.

## 특징들
폴란드인과 폴란드 문화에 대한 적대의 형태에는 다음이 포함된다:
- 폴란드인을 하나의 민족 또는 민족 집단으로서 조직적으로 박해하는 것;

- 폴란드인, 특히 폴란드 이민자들에 대한 외국인 혐오적 반감;

- 문화적 반폴란드 감정: 폴란드인 및 폴란드어 사용자 또는 그들의 관습, 언어, 교육에 대한 편견;

- 미디어 및 기타 대중문화에서의 폴란드와 폴란드인에 대한 고정관념.

반폴란드 감정의 역사적 사례 중 하나는 polakożerstwo(영어로는 "the devouring of Poles", 즉 "폴란드인 잡아먹기")였다 – 이는 19세기에 프로이센, 합스부르크 제국, 러시아에 의한 폴란드의 분할과 병합과 관련하여 만들어진 폴란드어 용어다. Polakożerstwo는 역사적으로 폴란드였던 지역들에서 폴란드 문화, 교육, 종교를 강제로 억압하고, 일상생활과 재산 소유에서 폴란드인을 점진적으로 제거하는 것을 묘사했다. 반폴란드 정책은 오토 폰 비스마르크 시기의 독일 제국 하에서 실행되었고, 특히 Kulturkampf(문화투쟁) 동안에 강화되었으며 제1차 세계대전이 끝날 때까지 이어졌다. 폴란드가 병합된 러시아 영토에서는 조직적인 박해가 격렬하게 이루어졌으며, 주로 차르 니콜라이 2세 치하에서 자행되었다. 반폴란드주의에 의해 영감을 받은 역사적 행위는 증오에 기반한 범죄 행위에서부터 폴란드 민족 자체를 물리적으로 말살하려는 행위까지 다양했으며, 그 목표는 폴란드 국가를 완전히 소멸시키는 것이었다. 제2차 세계대전 중, 폴란드 사회 대부분이 나치 독일의 집단학살 정책의 대상이 되었을 때, 반폴란드주의는 독일 점령 하의 폴란드에서 전례 없는 대규모 학살 캠페인으로 이어졌다. 현대에 들어서도, 폴란드인에 대한 적대적인 태도를 자주 표현하는 이들 중에는 일부 러시아 정치인들과 극우 정당들이 있으며, 이들은 소련 붕괴 이후 사라진 러시아 제국에 뿌리를 둔 새로운 정체성을 찾고 있다.

### 반폴란드적 고정관념
러시아어에서 mazurik (마주릭, мазурик)이라는 단어는 "소매치기", "잡도둑"을 뜻하는 말로, 문자 그대로는 "작은 마조비아인(little Masovian)"을 의미한다. 이 단어는 블라디미르 푸틴이 구어체를 자유롭게 사용하는 방식이 해외 언론의 주목을 받게 된 사례 중 하나이다.
"폴란드인 배관공(Polish plumber)"이라는 클리셰는 유럽의 가난한 국가들로부터 온 값싼 노동력이 부유한 지역의 저임금 일자리를 "훔쳐갈" 것이라는 위협을 상징할 수 있다. 반면, 어떤 이들은 이를 유럽 이주 노동자의 저렴하고 신뢰할 수 있는 이미지와 연결 짓기도 한다.

## 1918년 제2차폴란드 공화국 수립이전
반폴란드적 수사와 폴란드 문화에 대한 비난은 18세기 프로이센에서 폴란드 분할 기간 동안 가장 두드러졌다. 그러나 반폴란드 선전은 14세기 튜튼 기사단에서 시작되었다. 이는 튜튼 기사단이 리투아니아 공국을 정복하려는 시도에서 매우 중요한 도구였으나, 리투아니아가 폴란드 왕국과의 인적 동군연합과 리투아니아의 가톨릭개종으로 인해 결국 실패했다. 폴란드 민족의 집단 학살을 공개적으로 주장한 첫 번째 주요 사상가는 14세기 독일 도미니코회 신학자 요하네스 폰 팔켄베르크로, 그는 튜튼 기사단을 대신해 폴란드의 이교도들만이 아니라 모든 폴란드인들이 말살되어야 한다고 주장했다. 그 이유는 폴란드인들이 본질적으로 이단적 민족이며, 기독교로 개종한 폴란드 왕 요가일라도 처형되어야 한다는 것이었다.폴란드인을 이단으로 보는 주장은 정치적인 동기가 강했으며, 튜튼 기사단이 폴란드 영토를 정복하려 했기 때문이다. 폴란드에서는 이미 수세기 전부터 기독교가 지배적인 종교였다.
독일은 점차 튜튼-프로이센주의에 영향을 받아 이런 전술을 계속해서 추구했다. 예를 들어, 하버드 대학교의 데이비드 블랙본은 독일 지식인 요한 게오르크 포르스터가 1784년 폴란드 국가교육위원회에 의해 빌뉴스 대학교에서 교수직을 부여받은 것과 관련해 그가 쓴 논란이 된 글에 대해 언급한다. 포르스터는 폴란드의 "후진성"을 동남아시아의 "무지와 야만성"에 비유하여 썼다. 이러한 시각은 나중에 독일의 '레벤스라움' 사상으로 반복되었고, 나치에 의해 악용되었다. 18세기에서 20세기 사이의 독일 학자들은 독일과 폴란드의 차이를 "문명과 야만의 경계, 고상한 독일 문화와 원시적인 슬라브 민족"으로 그렸다(1793년 J.C. 슐츠의 인종차별적 비난문, 1941년 나치에 의해 재출판됨). 폴란드 분할을 정당화하려는 프로이센 관리들은 폴란드인들이 문화적으로 열등하고 프로이센의 지도하에 있어야 한다는 관점을 조장했다. 이런 인종차별적 텍스트들은 18세기부터 출판되었고, 독일 제국은 폴란드를 침공하기 전후로 이를 재출판했다.
프리드리히 대왕은 폴란드 민족에 대해 특별한 증오와 경멸을 품고 있었다. 그는 폴란드를 정복한 후, 폴란드인들을 캐나다의 "이로쿼이족"에 비유했다. 그의 광범위한 반폴란드 캠페인에서는 폴란드 혈통의 귀족들이 프로이센에 거주하면서도 독일 출신보다 더 높은 세금을 내야 했다. 폴란드의 수도원은 "게으름의 소굴"로 간주되었고, 그들의 재산은 종종 프로이센 당국에 의해 몰수되었다. 폴란드인들 사이에서 널리 퍼져 있던 가톨릭은 낙인 찍혔다. 폴란드어는 모든 수준에서 박해를 받았다.
1600년대 초반의 폴란드-러시아 전쟁 이후, 폴란드는 러시아에서 혼란과 폭정을 초래한 원인으로 크게 비난을 받았다. 러시아의 미래 로마노프 왕가는 폴란드인들을 후진적이고 잔인하며 냉혈한으로 묘사하며, 폴란드에 대한 반란을 찬양하고, 주로 정교회 신앙에 중심을 두었다. 러시아 제국이 1650년대 폴란드-러시아 전쟁에서 폴란드를 침공했을 때, 러시아인들은 수많은 잔학 행위를 일으켰고, 동부 폴란드를 대부분 파괴했다. 때로는 보흐단 흐멜니츠키가 이끄는 우크라이나 동맹과 함께, 그리고 스웨덴의 병력과 함께 파괴를 일으켰다. 이 전쟁은 폴란드를 파괴하려는 러시아의 시도로서 러시아의 승리로 평가되었다.
스웨덴은 이전의 폴란드-스웨덴 전쟁으로 인해 폴란드에 대한 반감이 형성되었고, 이를 통해 영토적 및 정치적 영향력을 얻기를 희망했으며, Sigismund III Vasa와의 분쟁으로 인해 폴란드 왕관과 충돌했다. 스웨덴은 대홍수(Deluge)라는 침략을 시작했다. 스웨덴 침략자들은 동부의 러시아 침략자들과 힘을 합쳐 폴란드를 파괴하고, 폴란드의 많은 국보를 약탈하며, 폴란드인들에 대한 잔학 행위를 저질렀다. 폴란드인들은 스웨덴인들에 의해 매우 잔인하게 대우받았고, 그 결과 폴란드는 부를 잃고 발전이 저해되었다. 러시아와 마찬가지로 스웨덴은 폴란드를 파괴한 것을 국가적 승리로 찬양했다.
18세기, 러시아 제국은 자유지상권(liberrum veto)을 이용해 폴란드를 분열시키고 혼란을 일으켜 개혁을 방해했다. 이는 러시아 제국이 계획한 폴란드 분할의 이상과 맞지 않았기 때문이다. 러시아는 자주 군대를 보내고 폴란드 민간인들에 대한 잔학 행위를 일삼았다. 폴란드가 1791년 5월 3일 헌법을 채택했을 때, 이는 유럽에서 최초의 헌법이었다. 러시아는 군대를 보내 폴란드 사람들을 잔혹하게 탄압했다.
폴란드가 1795년 마지막 독립의 흔적을 잃고 123년 동안 분할된 후, 민족 폴란드인은 두 가지 영역에서 차별을 받았다: 프로이센과 나중에 독일의 통치 하에서의 독일화와, 러시아 제국이 병합한 영토에서의 러시아화.
러시아 점령 하에서 폴란드인이 되는 것 자체가 거의 죄가 되는 일이었다고 러시아 역사학자 리우드밀라 가타고바는 썼다. "러시아 정부, 관료제, 사회의 거의 모든 이들이 폴란드인들에 대해 한목소리로 적대감을 표출했다." "소문을 퍼뜨린 자들은 폴란드인들을 죽이고 [...] 그들의 땅을 빼앗으라는 명령이 내려졌다고 대중에게 알렸다." 폴란드 문화와 종교는 러시아 제국의 야망에 위협이 되는 것으로 여겨졌다. 러시아의 총독들은 폴란드 땅에서 이를 억압했다. 러시아의 반폴란드 캠페인은 폴란드 귀족의 재산 몰수와 함께 교육, 종교, 언어 분야에서 진행되었다. 폴란드 학교와 대학은 러시아화 캠페인의 일환으로 폐쇄되었다. 폴란드인들에 대한 처형과 대규모 강제 이주는 물론, 니콜라스 1세는 폴란드 비용으로 점령군을 배치했다.

폴란드인들이 러시아 정교도들과 달리 압도적으로 로마 가톨릭 신자였다는 사실은 종교적 박해를 가하는 동기가 되었다. 동시에, 범슬라브주의 이념의 출현과 함께, 러시아 작가들은 폴란드가 독립을 위한 무장 노력을 기울인 결과 슬라브 가문을 배신했다고 비난했다. 폴란드에 대한 적대감은 당시 러시아의 문학 작품과 언론에서 나타났다.
"1830-1831년 봉기 동안과 그 이후 많은 러시아 작가들이 자발적으로 반폴란드 선전에 참여했다. 고골은 고상한 문학적 가치를 지닌 반폴란드 소설인 <타라스 불바>를 썼으며, 더 적은 작가들에 대해서는 말할 것도 없다." — 빌호 하를 교수
푸시킨은 다른 세 명의 시인들과 함께 "바르샤바 점령에 대하여"라는 소책자를 발표하여 반란 진압을 축하했다. 그의 반폴란드 문학 작업에 대한 기여는 바르샤바의 항복을 제국 러시아의 새로운 "승리"로 찬양하는 시들로 구성되었다.
프로이센과 후에 독일에서 폴란드인들은 집을 짓는 것이 금지되었고, 그들의 재산은 프로이센과 이후 독일 정부에 의해 강제로 매수되는 대상으로 삼았다. 비스마르크는 폴란드인들을 "동물(늑대)"이라고 묘사하며, "잡을 수 있으면 쏴야 한다"고 했고, 폴란드인들을 전통적으로 폴란드 땅에서 추방하기 위해 여러 가지 엄격한 법을 시행했다. 폴란드어는 공공장소에서 사용이 금지되었으며, 폴란드어를 사용하는 민족 폴란드인 아이들은 학교에서 처벌을 받았다. 폴란드인들은 강제 퇴거(Rugi Pruskie)라는 물결에 시달렸다. 독일 정부는 민족 독일인들이 해당 지역에 정착하도록 장려하고, 이 지역의 지리적 독일화를 목표로 했다. 프로이센 의회는 가톨릭 신자들에 대한 법을 통과시켰다.
제1차 세계대전 말기, 폴란드의 독립을 위한 투쟁 동안, 독일 제국은 폴란드 의회 지역에 대한 지배를 강화하려 했고, 최대 300만 명의 유대인과 폴란드인들을 인종 청소하려 했으며, 그 뒤에 민족 독일인들의 새로운 정착을 목표로 했다. 1914년 8월, 독일 제국군은 칼리시를 파괴하고, 수만 명의 폴란드 시민들을 추방했다.

## 내전 기간 (1918–39)
제1차 세계대전이 끝난 후 폴란드가 제2공화국으로 독립을 회복했을 때, 새로운 폴란드 국경을 설정하는 문제는 이전의 오랜 점령자들의 의지에 반하여 쉽게 해결될 수 없었다. 폴란드인들은 특히 실레지아에서 분쟁 지역에서 계속해서 박해를 받았다. 독일의 차별 정책은 실레지아 봉기를 일으키는 원인이 되었으며, 그곳에서 폴란드 노동자들은 상부 실레지아 주민투표에서 폴란드를 지지하면 일자리와 연금을 잃을 것이라는 공개적인 위협을 받았다.
1919년 베르사유 평화 회의에서 영국의 역사학자이자 정치인인 루이스 번스타인 나미어는 영국 대표단의 일원으로 참석했으며, 새로운 독립 폴란드 국가의 가장 큰 적 중 하나로 여겨졌다. 나미어는 커즌 선의 이전 제안을 수정하여 폴란드에서 도시 르보프를 분리한 "커즌 선 A"라는 버전을 만들어 소련 외교 대표들에게 수락을 요청했다. 1920년 스파 회의에서 논의된 커즌 선의 이전 절충안은 "커즌 선 B"라는 이름으로 바뀌었다.
전간기 독일 정치에서 반폴란드 감정은 매우 강했다. 미국 역사학자 게르하르드 와인베르크는 바이마르 공화국의 많은 독일인들이 "폴란드는 혐오스러운 존재"였다고 언급하며, 폴란드인들은 "동유럽의 바퀴벌레 종족"으로 묘사되었고, 폴란드는 보통 "시즌 국가(Saisonstaat)"라고 불렸으며, 독일인들은 "폴란드 경제(polnische Wirtschaft)"라는 표현을 혼란스러운 상황을 묘사하는 데 사용했다. 와인베르크는 1920년대와 1930년대 동안, 독일의 주요 정치인들이 폴란드를 합법적인 국가로 인정하지 않고, 오히려 소련의 도움을 받아 폴란드를 분할하려고 했다고 말했다. 영국 역사학자 A. J. P. 테일러는 1945년에 나치주의는 독일인들이 1918년 이후 강제로 부여된 "(중앙 및 동유럽) 국가들과의 평등을 거부하려는" 의도로 불가피했다고 썼다.
스탈린의 대숙청 중인 소련에서, 1937년 8월 25일부터 1938년 11월 15일까지 폴란드인에 대한 주요 민족 청소작전인 폴란드 작전이 일어났다. 소련 NKVD의 기록에 따르면, 111,091명의 폴란드인과 폴란드와의 연관이 있다고 간주된 사람들이 처형되었고, 28,744명은 굴라그 강제 노동 수용소에 수감되었으며, 총 139,835명이 희생되었다. 이는 예조프시치나 기간 동안 공식적으로 박해된 사람들 중 10%에 해당하며, NKVD 문서에 의해 확인되었다. 박해된 폴란드 가정들은 반소련 활동에 연루된 것으로 간주되었다.
독일인과 러시아인을 제외하고, 리투아니아인들도 역사적인 불만으로 인해 강한 반폴란드 감정을 발전시켰다. 리투아니아인들에게는 1920년의 폴란드-리투아니아 전쟁이 폴란드의 손에 빌뉴스가 떨어진 사건이 반폴란드 감정을 굳히는 계기가 되었다. 전간기 동안 리투아니아에서 반폴란드 감정은 만연했으며, 리투아니아 내 폴란드 소수민족은 리투아니아 당국에 의해 매우 강력한 억압을 받았다. 1938년 폴란드의 리투아니아에 대한 최후통첩은 양국 간의 관계를 설정하게 만들었지만, 리투아니아는 여전히 빌뉴스를 폴란드의 일부로 받아들이기를 거부하여 극히 어려운 상황을 남겼다.
우크라이나인들도 반폴란드 적대감이 강한 민족이었다. 1919년 폴란드-우크라이나 전쟁은 우크라이나가 군사적으로 큰 타격을 입게 만들었고, 폴란드는 결국 볼셰비키와의 전투에서 우크라이나를 지원했지만, 소련의 점령을 막을 수 없었다. 이로 인해 우크라이나 민족주의자들은 폴란드에 대한 적대감을 갖게 되었고, 이는 우크라이나 민족주의자들의 조직인 우크라이나 민족주의자 조직(OUN)의 설립과 폴란드 내 우크라이나 문제의 시작을 초래했다. 1930년대 이후 우크라이나 민족주의자들에 의한 폴란드 정부 관리들의 암살은 점점 더 빈번해졌다.

## 폴란드 침공과 제2차 세계대전
주요 기사: 나치의 폴란드인에 대한 범죄, 제2차 세계대전 중 점령된 폴란드에서의 전쟁 범죄, 폴란드 시민에 대한 소련의 억압(1939–1946), 폴란드의 법령, 볼히니아와 동부 갈리치아에서의 폴란드인 대량 학살, 그리고 포나리 학살
나치 선전가들은 폴란드인을 민족주의자로 고정 관념화하여 독일인들을 피해자로 묘사하고 폴란드 침공을 정당화했다; 글라이비츠 사건은 독일이 폴란드의 공격을 받았다고 보여주기 위한 나치의 가짜 공격이었고, 브롬베르크의 블루트존탁과 다른 곳에서 폴란드인들이 독일인을 죽인 사건은 58,000명으로 과장되어 폴란드인에 대한 독일의 증오를 키우고 폴란드 민간인의 학살을 정당화했다.
1939년 10월, 나치 독일의 선전부 지침 제1306호는 다음과 같이 명시했다: "폴란드인이라는 것은 비인간적이라는 것을 독일의 젖소 젖 짜는 사람에게까지 분명히 해야 한다. 폴란드인, 유대인, 집시들은 모두 같은 열등한 수준에 있다... 이것은 주요 주제로 삼아야 하며, '폴란드 경제', '폴란드 파멸' 등과 같은 기존 개념을 통해 때때로 강조되어야 한다. 독일의 모든 사람이 농민이든 지식인이든 모든 폴란드인을 해충으로 간주하게 만들기 위해서다."
역사학자 카롤 카르스키는 제2차 세계대전 이전에 소련 당국이 폴란드인에 대해 명예를 훼손하는 캠페인을 펼쳤으며, 스탈린을 폴란드혐오증을 가진 인물로 묘사했다.
제2차 세계대전 동안 폴란드는 전례 없는 규모의 민족 청소의 대상이 되었다. 여기에는: 나치 독일의 총독부에서의 대학살, 소련의 처형과 크레시에서 시베리아로의 대규모 강제 이주, 그리고 우크라이나 민족주의자들이 오늘날의 서부 우크라이나에서 수행한 볼히니아에서의 폴란드인 대량 학살이 포함된다. 1939-1940년 인텔리겐차크션 작전에서 학살된 100,000명의 희생자 중 약 61,000명이 폴란드 지식인이었다. 폴란드와 유대인 시민들 수백만 명은 아우슈비츠와 같은 독일의 강제 수용소에서 죽었다. 소련의 "굴라그"와 정치적 감옥에서 사망한 수는 알 수 없다. 게릴라 활동에 대한 보복은 매우 잔인했으며, 한 번은 독일 군인 1명의 죽음과 독일 공무원 2명의 죽음에 대한 보복으로 1,200명의 폴란드인이 처형되었다. 2009년 8월, 폴란드 국가기억연구소(IPN)의 연구자들은 폴란드의 사망자 수(폴란드 유대인을 포함하여)를 독일의 행동에 의해 547만에서 567만 명(소련에 의한 것은 15만 명) 사이로 추정했으며, 총 562만에서 582만 명으로 추정했다.
제2차 세계대전 중 소련의 폴란드 침공 이후 소련의 정책은 무자비했으며, 때로는 나치와 협력하기도 했다(참고: 게슈타포-NKVD 회담). 민족 청소의 일환으로 소련은 카틴 학살을 비롯한 여러 곳에서 폴란드 전쟁 포로를 대규모로 처형하고, 150만 명의 폴란드 시민을 강제 노동 수용소로 추방했다.
독일과 소련의 전쟁 선전에서 폴란드는 전쟁에서의 군사적 기술이 서투르다고 조롱받았다. 나치의 가짜 뉴스 영상과 위조된 pseudo-다큐멘터리는 폴란드 기병대가 1939년 독일 탱크에 "용감하지만 헛된" 돌격을 했다고 주장했으며, 폴란드 공군은 전쟁 첫날에 모두 지상에서 파괴되었다고 말했다. 이 두 이야기는 모두 거짓이었다(참고: 폴란드 9월 전투의 신화). 독일 선전은 1941년 "게슈바더 뤼초프"라는 영화를 통해 폴란드 기병의 돌격 장면을 재현했다.
우크라이나인과 리투아니아 민족주의자들은 증가하는 인종 분리를 이용하여 반폴란드 정서를 조장했다. 스테판 반데라의 추종자들(밴데로비츠)은 1943년 볼히니아에서 폴란드인에 대한 대학살을 자행했다. 리투아니아군은 제2차 세계대전 동안 폴란드군과 자주 충돌했으며, 나치의 지원을 받으며 폴란드인에 대한 학살을 자행했다.
버나드 몽고메리 장군은 자주 자신의 작전 실패를 자신이 지휘한 폴란드 군대의 탓으로 돌렸다. 제2차 세계대전 동안 폴란드와 소련의 관계는 복잡했다. 주요 서방 동맹국인 미국과 영국은 독일을 물리치는 데 있어 소련의 중요성을 이해했고, 폴란드를 비난하는 소련의 선전을 공개적으로 반박하지 않기로 했다. 서방 동맹국들은 심지어 소련의 카틴 학살을 은폐하는 데 도움을 주기까지 했다.

폴란드 저항 단체인 제고타의 가톨릭 공동 창립자이자 자신도 아우슈비츠에 수감된 조피아 코샤크-슈추카는 유대인을 폴란드인들을 증오하는 존재로 고정 관념화했으며, 홀로코스트 앞에서 침묵한 폴란드인을 공모자로 묘사했다:
"죽어가는 유대인들 주위에는 모든 것을 손 씻듯이 처분하는 빌라트들이 있다. 이 침묵은 더 이상 참을 수 없다. 무슨 이유에서든 - 그것은 비열하다. 살인 앞에서 침묵하는 자는 살인자의 공범이 된다. 누구든지 비난하지 않으면 허용한 것이다. ...우리의 유대인에 대한 감정은 변하지 않았다. 우리는 여전히 그들을 폴란드의 정치적, 이념적, 경제적 적으로 생각한다. 더 나아가 우리는 그들이 독일인들보다 우리를 더 증오하고, 그들이 그들의 비극에 대해 우리를 책임지다고 생각한다는 것을 알고 있다. 왜, 어떤 근거에서 - 그것은 유대인의 영혼의 신비로 남아 있다."

## 전후
조셉 스탈린 하에서 폴란드의 비밀군, 예를 들어 홈 아르미아(Armia Krajowa)와 서방 동맹국과 함께 복무한 폴란드 군인들 수천 명이 소련 NKVD 요원들에 의해 감옥에 갇히고, 고문당한 후, 모스크바에서의 악명 높은 '16인의 재판'과 같은 날조된 재판을 통해 처형되었다(참조: W. 필레츠키, Ł. 체플린스키). 이와 비슷한 운명이 "저주받은 군인들"을 기다리고 있었다. 적어도 40,000명의 홈 아르미아 회원들이 러시아로 추방되었다.
1945년 이후 영국에서, 영국 민중은 공산주의 정권 하의 폴란드로 돌아가기를 거부한 폴란드 군인들의 결정을 받아들였다. 전쟁 중 영국 지휘 하에 복무했던 폴란드인들은, 소련이 동부 전선에서 점차 우세해지기 시작하자, 대중 여론과 정부는 점점 친소련적으로 변해갔다. 소련을 지지하는 사회주의자들은 폴란드인들을 "전쟁광", "반유대주의자", "파시스트"로 묘사했다. 전쟁 후, 노동조합과 노동당은 공공의 일자리 부족, 음식과 주택 부족에 대한 두려움을 이용해 반폴란드 감정을 조장했다.
폴란드가 독일 민족에 대한 대량학살을 자행했다는 신화는 1940년 독일 민족주의 작가 에드빈 에리히 드윙거가 "블러디 선데이" 사건을 과장하여 만들어낸 것이다. 1961년, 미국 역사학자이자 홀로코스트 부정론자인 데이비드 호건이 쓴 "강제된 전쟁"이라는 책이 독일에서 출판되었는데, 이 책은 독일이 1939년 폴란드에 대해 공격하지 않았고, 대신 앵글로-폴란드 연합의 음모에 의해 독일이 희생당했다고 주장했다. 비평가들은 호건이 폴란드인들에 대해 집착적인 적대감을 보였다고 지적했다. 그의 주장에는 폴란드 정부가 독일 민족을 아돌프 히틀러의 정부가 유대인들에게 행한 것보다 훨씬 더 부당하게 대우했다고 말하는 내용이 포함되어 있었다.1964년, 두 독일 우익 극단주의 그룹이 호건에게 상을 수여하면서 큰 논란이 일었으며, 1980년대 독일 철학자이자 역사학자인 에른스트 놀테는 1939년 폴란드가 자국의 독일 민족에 대한 대량학살 캠페인을 벌였으며, 1939년 독일의 침공과 그 후 폴란드에서 발생한 독일의 모든 잔학 행위가 본질적으로 보복적 정당화 행위였다고 강하게 암시했다. 비평가들, 예를 들어 영국 역사학자 리처드 J. 에번스는 놀테가 사실을 왜곡했다고 비난하며, 폴란드가 결코 독일 민족에 대한 대량학살을 자행한 적이 없다고 주장했다.
1980년대 소련이 지배하는 동유럽의 정치적 변화 과정에서, 전통적인 독일의 반폴란드 감정은 동독에서 솔리다르노스트(폴란드의 노동자 운동)에 대한 공격적인 방식으로 다시 공개적으로 이용되었다. 이 전략은 특히 "폴란드 농담"의 '재생성'에서 두드러졌으며, 그 중 일부는 나치 하에서 퍼졌던 농담을 떠올리게 했다.

## 폴란드 사망캠프 논란
주요 기사: "폴란드 사망 캠프" 논란
폴란드인에게 불쾌감을 주는 표현은 제2차 세계대전과 관련하여 여러 비폴란드 언론에 의해 사용되었다. 가장 두드러진 예는 서방 언론에서 "폴란드 사망 캠프"와 "폴란드 강제 수용소"를 계속해서 언급하는 것이다. 이 표현들은 나치 독일이 점령한 폴란드에서 "최종 해결"을 촉진하기 위해 운영한 강제 수용소 네트워크를 지칭하지만, 이 표현은 폴란드 국민이 관련되어 있을 가능성을 시사한다.폴란드 외무부와 전 세계의 폴란드 단체들, 그리고 1989년 이후 모든 폴란드 정부는 이러한 표현의 사용을 비판하며, 이 표현이 폴란드가 수용소 운영에 책임이 있다는 인상을 준다고 주장했다. 미국 유대인 위원회는 2005년 1월 30일 성명서에서 다음과 같이 밝혔다: "이 문제는 단순한 의미의 문제가 아니다. 역사적 진실성과 정확성이 걸려 있다... 제2차 세계대전에서 폴란드의 역할에 대한 어떤 잘못된 표현도, 의도적이든 우연적이든, 매우 유감스러운 일이므로 이에 도전하지 않으면 안 된다."

## 폴란드-유대인 관계
유대인이 반폴란드적이라는 고정관념이 존재한다. 1989년 8월 26일(1991년에 철회된) 논란의 여지가 있고 광범위하게 비판받은 연설에서 요제프 글렘프 추기경은 반유대주의의 폭발이 "유대인의 반폴란드주의에 대한 정당한 국가적 자기방어의 형태"라고 주장했다. 그는 "많은 나라에서 대중 매체에 큰 영향력을 미치는 유대인들이 그들의 반폴란드주의를 자제해 달라"고 요청하며, "반폴란드주의가 없으면 우리 사이에서 그런 반유대주의도 없을 것"이라고 말했다.
같은 해 11월, 이스라엘 총리 이츠하크 샤미르는 폴란드인들이 "어머니의 젖에서 (반유대주의를) 마신다"고 말했다. 폴란드 총리 Tadeusz Mazowiecki는 "이런 일괄적인 발언은 상상할 수 있는 가장 파괴적인 행동이며, 사람들 간의 폴란드-유대인 화해에 돌이킬 수 없는 해를 끼친다"고 말했다. 아담 미흐니크는 뉴욕 타임즈에 "거의 모든 폴란드인들은 폴란드인들이 '어머니의 젖에서' 반유대주의를 얻었다는 비난에 매우 날카롭게 반응한다"고 썼다. 미흐니크에 따르면, 이런 언어적 공격은 반유대주의자들이 이를 "국제적 반폴란드 유대인 음모의 증거"로 해석한다고 한다.
로버트 체리와 안나마리아 오를라-부코프스카는 Rethinking Poles and Jews에서 반폴란드주의와 반유대주의가 "우스꽝스럽게도 현재까지 얽혀 있다. 우리는 하나를 싸우지 않고서는 다른 하나를 싸울 수 없다"고 말했다.
"반폴란드주의"라는 용어는 폴란드 정치당인 폴란드 가족 연합(Polish: Liga Polskich Rodzin)이나 이미 해체된 폴란드 공화국의 자위대(Polish: Samoobrona Rzeczpospolitej Polskiej), 그리고 폴란드 민족당의 지도자이자 전 대통령 후보인 레셰크 부벨이 이끄는 반폴란드주의 반대 협회와 같은 조직에서 캠페인 목적으로 사용된 것으로 알려져 있다. 부벨은 "공공의 선을 훼손했다"고 고소한 폴란드 지식인 10명으로부터 법원에 고소당했다. 서명자 중에는 전 외무장관 블라디슬라우 바르토셰프스키와 영화감독 카지미에르 쿠츠가 있었다.
폴란드 역사학자 조안나 미흘릭에 따르면, 이 용어는 폴란드에서 폴란드-유대인 관계에 대해 토론하는 자기비판적 지식인들에 대한 논거로 사용되기도 하며, 이들을 "반폴란드적 입장과 이익"을 지닌 사람으로 비난한다고 한다. 예를 들어, 역사학자 얀 T. 그로스는 제드와브네 폭동과 같은 범죄에 대해 썼을 때 반폴란드적이라고 비난을 받았다. 그녀의 견해에 따르면, 이러한 비난은 "폴란드를 나치와 동일시하는 것과 같은 객관적으로 반폴란드적이라고 분류될 수 있는 주장에만 국한되지 않고, 집단적인 과거에 대한 비판적인 탐구에 모두 적용된다. 더 나아가 반폴란드주의는 반유대주의와 동일시된다."
1994년 바르샤바 봉기 기념일을 맞아, 폴란드 가제타 뷔보르차의 기자 미하우 치히는 1943년 회고록 *Czy ja jestem mordercą? (나는 살인자인가?)*을 리뷰했다. 이 회고록은 오트워츠에서 온 유대인 게토 경찰이자 "크로브리 II 대대"의 일원인 칼렐 페레호드니크의 저서로, 1944년 봉기 중 약 40명의 유대인이 폴란드 봉기군에 의해 살해되었다는 소문을 주장했다. 후에 책은 사실 확인을 거쳐 재출판되었으나, 치히의 실제 리뷰는 항의의 대상이 되었고, 그의 기사의 일부 발췌는 폴란드 역사학자 3명에 의해 확인되었다. 교수 톰라슈 스트제봄보스는 치히가 "뚜렷한 형태의 인종차별을 실천했다"고 비난하며, 가제타 뷔보르차 편집장인 아담 미흐니크는 "반유대주의에는 절대 관용을 가지지 않으면서 반폴란드주의와 반고이즘은 자연스러운 것으로 여기는 관용의 종류를 키운다"고 비판했다. 미흐니크는 논란에 대해 폴란드 군의 영웅주의를 칭찬하며 "과거를 탐구하여 진실을 찾는 것이 폴란드 사람들에 대한 공격인가?"라고 물었다. 치히는 후에 자신의 기사의 어조에 대해 사과했다.
폴란드 역사학자 아담 레슈친스키는 "반유대주의는 홀로코스트로 이어진 인종적 또는 종교적 근거를 가진 광범위한 교리이다. '반폴란드주의'는 폴란드인에 대한 일반화된 혐오일 뿐이다."라고 말했다.

## "폴란드 농담"
주요 기사: 폴란드 농담
"폴란드 농담"은 조건부 농담의 범주에 속하는데, 이는 이 농담을 이해하려면 폴란드 농담이 무엇인지에 대한 지식이 필요하다는 것을 의미한다. 조건부 농담은 청중의 감정적 선호—즉, 그들의 좋아함과 싫어함에 따라 달라진다. 이러한 농담은 많은 사람들이 이해할 수 있지만, 그 성공은 전적으로 청취자의 부정적인 성향에 달려 있다.
폴란드 농담의 첫 번째는 독일에서 전쟁으로 폐허가 된 유럽을 떠난 독일인 이주자들에 의해 1940년대 후반 미국으로 전해졌다고 추정된다. 이러한 농담은 독일 나치 선전에서 퍼진 민족적 비방에 의해 촉발되었으며, 이는 나치가 폴란드를 살해하는 것을 정당화하려고 폴란드인을 "더럽고, 멍청하고, 열등한" 존재로 묘사하려 했던 것이다. 또한 일부 초기 미국의 폴란드 농담이 독일에서 전해졌고, 이는 제2차 세계대전 이전의 분쟁 지역인 실레지아와 같은 곳에서 처음 언급되었을 가능성도 있다.
"폴란드 농담"이 1960년대 초 미국에서 유행한 농담과 직접적으로 관련이 있는지에 대해서는 논란이 있다. 영국 작가 크리스티 데이비스는 The Mirth of Nations에서 이 주제에 대한 기존 학문에 대한 "도발적인 비판"을 제기했으며, "폴란드 농담"은 나치 독일에서 유래한 것이 아니라 19세기로 거슬러 올라가는 "사회적 계층 차이"에서 비롯된 지역 농담의 확장이었다고 주장했다. 데이비스에 따르면, 미국에서 유행한 폴란드 농담은 "순수한 미국의 현상"으로, 독일인이 폴란드인에 대해 품었던 "역사적인 구세계의 증오"와는 관련이 없다고 한다. 그러나 1960년대와 1970년대 할리우드는 나치 선전에서 유래한 폴란드인에 대한 비인간적인 지능 농담을 수입했다.
수십 년 동안, 폴란드계 미국인들은 1920년대 이전에 미국에서 형성된 반이민자 고정관념에서 비롯된 경멸적인 농담의 대상이 되어왔다. 폴란드의 분할 기간 동안, 폴란드 이민자들은 자국에서의 대규모 박해를 피해 많은 수가 미국으로 이주했다. 그들은 대부분 육체 노동을 요구하는 일자리를 찾았다. 폴란드계 미국인들이 20세기 중반에 중산층에 합류하면서도 동일한 민족적 및 직업적 고정관념은 지속되었다. "공공연하게 매체를 통해 퍼지는 지속적인 조롱은 많은 폴란드계 미국인들에게 심각한 정체성 위기, 열등감, 자존감 저하를 초래했다." 냉전 중 폴란드 사람들이 겪은 어려움에도 불구하고, 폴란드계 미국인에 대한 부정적인 고정관념은 계속되었다.
1960년대 후반부터 폴란드계 미국인 단체들은 미국 미디어에서 한때 유행했던 폴란드 사람에 대한 부정적인 고정관념에 도전하기 위한 지속적인 노력을 기울여왔다. 폴란드계 미국인 수호 사회는 NBC-TV가 폴란드인에 대한 비인간적인 지능 농담을 소개하고 반복적인 큰 거짓말 기법을 사용해 폴란드인을 폄하했다고 주장했다. 데이빗 아이브스의 연극 폴란드 농담은 미국 폴로니아에서 많은 항의를 일으켰다. 1970년대에 들었던 "폴란드 농담"은 특히 불쾌했으며, 그로 인해 폴란드 외교부는 미국 국무부에 이 문제를 제기했지만 성공하지 못했다. 이 증후군은 카롤 보이티와 추기경이 교황으로 선출된 후에야 사라졌고, 폴란드 농담은 유행이 지나갔다.이후 몇십 년 간, 미국인들은 폴란드 이웃들에 대한 더 긍정적인 이미지를 발전시켜왔다.
2014년, 독일어를 하는 사람이 유럽 수영 선수권 대회에서 "우리 차로 폴란드 팀이 집에 돌아올 것"이라는 농담을 했다.

## Today

### 영국
2004년 유럽연합의 확대로 키프로스, 체코, 에스토니아, 헝가리, 라트비아, 리투아니아, 몰타, 폴란드, 슬로바키아, 슬로베니아 등 10개국이 한꺼번에 가입한 이후, 영국은 폴란드로부터 대규모 이민을 경험했다(관련 내용은 ‘영국 내 폴란드인’ 참조). 2004년 이후 폴란드계 영국인 공동체의 규모는 두 배로 증가한 것으로 추정되며, 2015년에는 폴란드가 인도를 제치고 가장 큰 외국 출신 집단이 되었다(폴란드 출신 831,000명, 인도 출신 795,000명).[출처 필요] 영국 내 반(反)폴란드 정서는 종종 이민 문제와 연관되어 있다. 폴란드 이민자에 대한 적대적인 반폴란드 정서와 사례가 일부 존재해왔다. 극우 성향의 영국 국민당은 (중앙 및) 동유럽 출신의 이민을 중단하고 폴란드인을 추방해야 한다고 주장했다.
2007년 런던에 거주하는 폴란드인들은 42건의 인종적 동기에 기반한 공격을 신고했는데, 이는 2004년의 28건에서 증가한 수치이다. 폴란드계인 보수당 하원의원 다니엘 카프친스키는 이러한 폭력 증가가 부분적으로는 BBC의 언론 보도 때문이라고 주장했다. 그는 BBC 기자들이 “다른 나라 출신의 논란 많은 이민 문제에 대해서는 감히 언급하지 않으면서도” 폴란드인을 대상으로는 언급을 주저하지 않는다고 비판했다. 카프친스키는 하원에서 BBC가 “폴란드 공동체를 이용해 대량의 통제되지 않은 이민 문제라는 민감한 사안을 다루려 한다”며, 이는 “폴란드인을 대상으로 하는 것이 정치적으로 허용되기 때문”이라고 비난했다.
2009년에는 영국 폴란드인 연맹과 주영 폴란드 대사관(당시 대사 바르바라 투게-에레친스카)이 데일리 메일 보도에 대해 보도불만위원회(Press Complaints Commission)에 정식으로 항의했다. 이 단체는 해당 신문이 “반폴란드 정서를 드러냈다”고 주장했다. 데일리 메일 측은 그럴 의도가 아니었다고 부인했으며, PCC는 양측 간의 합의를 중재했다.
가디언 또한 여러 논란의 중심에 섰다. 2009년 10월 14일, 나치 사냥꾼 에프라임 주로프는 “2차 세계대전의 서사가 독립과 민주주의로의 전환 이후 유권자들에게 더 받아들여지기 쉽게 왜곡되었으며, 홀로코스트 범죄에서 지역 협력자의 역할을 축소하고 있다”고 주장했다. 같은 해 10월 20일, 가디언의 조너선 프리드랜드는 “우리는 유럽연합의 새로운 회원국들과 우호적으로 지내야 한다. 하지만 진실은 이들 ‘신흥 민주주의 국가들’ 중 몇몇은 서유럽 유권자들이 혐오할 만큼 극우 민족주의 정치로 회귀했다. 폴란드가 그렇다”고 썼다. 이에 대해 티머시 가턴 애시는 같은 신문에서 12월 23일 “폴란드를 가톨릭, 민족주의, 반유대주의로 자동적으로 동일시하고, 그 결과로 홀로코스트에 대한 연좌제로까지 이어지는 사고방식이 여전히 광범위하게 퍼져 있다. 이러한 집단적 고정관념은 역사적 사실에 대한 정의를 해치고 있다”고 반박했다.
2008년에도 주영 폴란드 대사는 더 타임스에 대한 공식 항의를 보도불만위원회에 제출했다. 2008년 7월 26일, 자일스 코렌은 칼럼에서 폴란드 이민자를 ‘폴락(Polack)’이라는 민족 비하어로 지칭하며, 폴란드가 홀로코스트 당시 600만 유대인의 죽음에 공모했다고 비난했다. 이는 더 타임스에 대한 항의서한뿐 아니라 영국 의회 조기동의안, 이코노미스트의 사설 등으로 이어졌다. 대사 투게-에레친스카는 해당 글이 “역사적·지리적 기본 지식이 전혀 뒷받침되지 않은 채 작성되었으며”, “폴란드-유대인 관계 문제를 불공정하고 깊이 왜곡했으며”, 코렌의 “공격적인 언사”와 “경멸”이 문제라고 지적했다. 코렌은 Jewish Chronicle에서 “폴란드인 엿이나 먹어라(Fuck the Poles)”라는 반응을 보였다. 이 사건은 유럽인권재판소에 제소되었으나, 폴란드인이 법적으로 ‘민족 소수자’로 분류되지 않는다는 이유로 기각되었다. Jewish Chronicle 편집장 스티븐 폴라드는 2009년 8월 6일, “반유대주의보다 더 비열한 일은 드물지만, 그 중 하나는 정치적 이익을 위해 허위 반유대주의 주장을 이용하는 것이다”고 논평했다.
2009년 10월 6일, 스티븐 프라이는 당시 보수당 대표 데이비드 캐머런에게 보낸 서한에 서명한 인사 중 한 명으로 채널4 뉴스의 존 스노와 인터뷰했다. 그는 보수당과 유럽의회 내 폴란드 우파 정당 ‘법과 정의당’과의 관계에 대한 우려를 표명했다. 인터뷰 중 프라이는 “솔직히 말하자면, 폴란드에는 우리 같은 사람들이 역사를 조금 알고 아우슈비츠가 어느 국경 너머에 있었는지를 기억하는 이들에겐 매우 불편한 극우 가톨릭주의의 역사가 존재한다”고 발언했다. 이에 대해 주영 폴란드 대사관은 공식 항의했고, 이코노미스트와 영국 유대인 역사학자 데이비드 세자라니도 비판을 제기했다. 이후 프라이는 자신의 블로그에 “형편없고, 싸구려이며, 모욕적인 발언이었다. 그 이후로 계속 후회하고 있다… 지금 이 기회를 빌려 사과드린다”고 사과문을 게시했다. 2009년 10월 30일, 폴란드 수석 랍비 미하엘 슈드리히는 “모든 폴란드인이 반유대주의자라는 거짓되고 고통스러운 고정관념이 또다시 영국 정치에서 활용되고 있다”며, 실제로는 “그 문제는 유럽 다른 국가들과 비슷한 수준”이라고 반박했다.
2014년 1월, 런던 대게넘의 한 술집 밖에서 헬멧에 폴란드 국기를 부착한 폴란드인이 15명의 남성에게 공격당했다며, 그의 오토바이와 그를 찍은 사진도 찍혔다. 그는 이 사건의 원인으로 데이비드 캐머런 보수당 총리의 외국인 혐오적 연설을 지목했다. 같은 달 북아일랜드 벨파스트에서는 10일 동안 7건의 폴란드인 주택에 대한 공격이 발생했으며, 창문에 돌과 벽돌이 던져졌다.
브렉시트 국민투표 이후에는 헌팅던에서 반폴란드 전단이 배포되고, 해머스미스의 폴란드 문화센터에 반폴란드 낙서가 적히는 등 폴란드혐오 사건이 더 자주 발생했다.
브렉시트 투표 이후, 폴란드를 포함한 중앙 및 동유럽 출신 학생들이 외국인 혐오성 따돌림을 더 많이 겪고 있다는 보고도 있다.
영국 내 반폴란드 정서는 학술적 연구 주제로도 다뤄졌다.

### 이스라엘
정치인 야이르 라피드는 아우슈비츠 강제 수용소에서 사망한 자신의 아버지의 외할머니가 “독일인과 폴란드인에게 폴란드에서 살해당했다”고 주장했다. 라피드는 또한 "폴란드의 죽음의 수용소"라는 표현을 사용하기도 했다(관련 내용은 ‘폴란드 죽음의 수용소 논란’ 참조).
2018년 인터뷰에서 안나 아자리 주폴란드 이스라엘 대사는 “우리는 반유대주의를 줄이기 위해 노력해야 하지만, 동시에 반폴란드 정서 역시 줄어들도록 노력할 필요가 있다”며, “반폴란드주의는 이스라엘뿐 아니라 이스라엘 밖의 유대인 사회 내에서도 존재한다”고 말했다.
2019년 2월, 이스라엘 외무장관 대행 이스라엘 카츠가 “폴란드인들은 나치와 확실히 협력했다. 협력했다. (이스라엘 전 총리) 이츠하크 샤미르의 말을 인용하자면 — 그의 아버지는 폴란드인에게 살해당했다 — 그는 ‘그들(폴란드인)은 어머니의 젖과 함께 반유대주의를 빨아들였다’고 말했다. 이 역사를 미화할 수는 없다”고 발언하자, 이에 반발한 폴란드 총리 마테우시 모라비에츠키는 예루살렘에서 열릴 예정이던 회의에 폴란드 대표단을 보내려던 계획을 취소했다. 이스라엘의 준장 출신 정치인 츠비 바르는 카츠가 이츠하크 샤미르의 ‘학생’으로서 발언한 것이라며, 샤미르를 “폴란드인 유전자 이론의 아버지”라고 표현했다. 그는 “좋다, 폴란드인과 헝가리인 중 협력자도 있었고, 반유대주의자도 있었다. 그러나 왜 일반화하는가? 왜 인종차별적이 되어야 하나? 왜 이들 민족 전체에게 고유한 반유대주의적 특성을 부여하려 드는가?”라고 비판했다.
2019년 5월 15일, 주이스라엘 폴란드 대사 마렉 마기에로프스키는 텔아비브 폴란드 대사관 밖에서 한 65세 이스라엘 건축가 아릭 레더만에게 침을 뱉고 공격당했다. 레더만은 이후 체포되었다. 이스라엘 외무부 대변인 에마누엘 낙숀은 “대사에게 깊은 유감을 표하며, 이번 공격에 충격을 금할 수 없다”고 밝혔다. 용의자인 레더만은 사건 이전에 폴란드 대사관 직원으로부터 반유대주의적 발언을 들었다며 자신이 도발되었다고 주장하고 사과했다. 그러나 폴란드 대사관 측은 해당 주장을 부인하며, 이를 반박할 수 있는 CCTV 증거가 있다고 밝혔다.

### 미국
2007년 11월 14일, 크리스토퍼 로이드와 스티븐 레비탄이 제작한 폭스(Fox)의 TV 프로그램 Back to You의 "Something's Up There" 에피소드가 방영되었으며, 이 에피소드에는 논란이 된 반(反)폴란드적 비하 발언이 포함되어 있었다. 해당 발언은 극 중 인물 마시가 유일한 폴란드계 미국인 캐릭터 게리에게 퇴근 후 볼링을 치자고 설득하며 “자네 혈통 속에 흐르잖아, 킬바사(폴란드 소시지)랑 나치와 협력하는 거 말이야”라고 말하는 장면에서 나왔다. 이에 대해 폭스는 2007년 11월 20일 공식 사과를 발표했다. 폭스는 이 대사가 향후 재방송이나 다른 방송에서도 다시는 방영되지 않도록 하겠다고 밝혔다. 폭스 측은 “해당 대사는 무지하고, 눈치 없으며, 터무니없는 말을 자주 하는 캐릭터에 의해 전달된 것이었다. 하지만 그 대사를 그대로 방송에 내보낸 것은 잘못된 판단이었으며, 상처를 받으신 분들께 사과드린다”고 전했다.

### 러시아
2005년 8월, 모스크바에서 폴란드 외교관들을 대상으로 한 일련의 조직적인 것으로 보이는 공격 사건이 발생했다. 이에 당시 폴란드 대통령 알렉산데르 크바시니에프스키는 러시아 정부에 이러한 행위를 중단할 것을 촉구했다. 폴란드 대사관 직원 한 명은 대사관 근처에서 정체불명의 남성들에게 백주대낮에 폭행을 당해 중태에 빠져 병원에 입원했다. 그로부터 사흘 뒤 또 다른 폴란드 외교관이 대사관 근처에서 폭행을 당했다. 다음 날에는 폴란드 일간지 *제치포스폴리타(Rzeczpospolita)*의 모스크바 특파원이 러시아인들로 구성된 일행에게 공격을 당해 폭행을 입었다. 이 사건들은 며칠 전 바르샤바의 한 공원에서 러시아 청소년 네 명이 스킨헤드 무리에게 폭행당한 일에 대한 보복으로 조직된 것으로 널리 받아들여지고 있다.
러시아의 프로 배구 선수 알렉세이 스피리도노프(Aleksey Spiridonov)는 러시아 내에서 널리 인용된 극단적인 반(反)폴란드 발언을 공개적으로 반복한 바 있다.

### 리투아니아
전 "연대" 운동 지도자이자 폴란드 대통령이었던 레흐 바웬사는 리투아니아 정부가 폴란드계 소수민족에 대해 차별하고 있다고 비판했다. 여기에는 폴란드인의 성씨를 강제로 리투아니아식으로 바꾸게 하거나, 폴란드어 사용 인구가 다수인 지역에서 이중언어 거리 표지판을 제거하는 등의 조치가 포함되었다(리투아니아 법률상 이중언어 표지판이 허용되지 않음에도 불구하고). 2011년, 바웬사는 폴란드계 소수민족에 대한 부당한 처우를 이유로 리투아니아의 비타우타스 대공 훈장(Order of Vytautas the Great) 수여를 거부했다.

### 우크라이나
2007년 저서 『영웅과 악당들(Heroes and Villains)』에서, 제2차 세계대전 중 발생한 폴란드-우크라이나 간 상호 학살을 둘러싼 첨예한 갈등과 관련하여 데이비드 R. 마플스는 당시 우크라이나에는 "반(反)폴란드 선전을 전문적으로 다루는 조직이나 언론이 존재하지 않는다"고 서술했다. 그러나 이와 같은 비극적 역사 사건에 대한 상이한 해석은 2015년 이후 양국 관계를 급격히 악화시켰다. 2017년 4월, 우크라이나 국가기억연구소는 폴란드 동부 흐루쇼비체(Hruszowice)에서 우파(UPA) 병사 기념비가 철거된 것에 대한 보복으로, 우크라이나 내 폴란드 희생자들의 묘지 및 기념지 합법화 절차를 중단하고 1943년 볼히니아와 동갈리치아에서의 폴란드인 학살 희생자 유해 발굴 작업을 금지했다.
폴란드 대통령 안제이 두다는 반(反)폴란드적 민족주의 성향을 가진 인물들이 우크라이나 고위직에 임명되는 것에 대해 우려를 표명했다. 이에 대해 우크라이나 외무부는 자국 내에 일반적인 반(反)폴란드 정서는 존재하지 않는다고 밝혔다. 2017년에는 폴란드 외무장관 비톨트 바슈치코프스키가 르비우의 폴란드 공동묘지 훼손 사건 등에 대한 대응으로, 반폴란드적 견해를 가진 우크라이나인의 입국을 금지할 계획을 발표했다.

### 독일
폴란드의 유럽연합(EU) 가입 이후, 독일-폴란드 관계는 개선되었다고 평가된다.[출처 필요] 그러나 2016년, 독일 사회민주당의 마르틴 슐츠는 폴란드의 두다 정부를 '쿠데타'라고 비판하며 논란을 일으켰고, 폴란드 내에서는 이에 대해 비판적인 반응이 있었다. 당시 폴란드 정부는 해당 발언의 의미를 축소하여 대응했다. 2020년에는 폴란드 대통령 안제이 두다가 2020년 폴란드 대선 보도와 관련해 독일 언론이 자신의 발언을 왜곡했다며 독일 정부가 폴란드 혐오적이라고 비난했다.

### 네덜란드
2012년 2월, 헤르트 빌더르스(Geert Wilders)가 이끄는 자유당(Freedom Party)은 폴란드인과 기타 동유럽인에 대한 민원을 접수하는 '핫라인' 웹사이트를 개설했다. 이 웹사이트는 정치인들로부터 "반(反)폴란드적"이라는 비판을 받았으며, 네덜란드 주재 폴란드 대사관은 네덜란드 정부에 해당 사이트 폐쇄를 요청했다.
2015년 조사에 따르면, 네덜란드에 새로 정착한 폴란드인 중 49%가 차별을 경험한 것으로 나타났다.

## 참고문헌
1. ↑  “Anti-Polish sentiment” (영어). 2025년 6월 15일.
2. ↑  “Anti-Polish sentiment” (영어). 2025년 6월 15일.
3. ↑  “Anti-Polish sentiment” (영어). 2025년 6월 15일.
4. ↑  “Anti-Polish sentiment” (영어). 2025년 6월 15일.
5. ↑  “Anti-Polish sentiment” (영어). 2025년 6월 15일.
6. ↑  “Anti-Polish sentiment” (영어). 2025년 6월 15일.
7. ↑  “Anti-Polish sentiment” (영어). 2025년 6월 15일.
8. ↑  “Anti-Polish sentiment” (영어). 2025년 6월 15일.
9. ↑  “Anti-Polish sentiment” (영어). 2025년 6월 15일.
10. ↑  “Anti-Polish sentiment” (영어). 2025년 6월 15일.
11. ↑  “Anti-Polish sentiment” (영어). 2025년 6월 15일.
12. ↑  “Anti-Polish sentiment” (영어). 2025년 6월 15일.
13. ↑  “Anti-Polish sentiment” (영어). 2025년 6월 15일.
14. 1 2  “Anti-Polish sentiment” (영어). 2025년 6월 15일.
15. 1 2  “Anti-Polish sentiment” (영어). 2025년 6월 15일.
16. ↑  “Anti-Polish sentiment” (영어). 2025년 6월 15일.
17. ↑  “Anti-Polish sentiment” (영어). 2025년 6월 15일.
18. ↑  “Anti-Polish sentiment” (영어). 2025년 6월 15일.
19. ↑  “Anti-Polish sentiment” (영어). 2025년 6월 15일.
20. ↑  “Anti-Polish sentiment” (영어). 2025년 6월 15일.
21. ↑  “Anti-Polish sentiment” (영어). 2025년 6월 15일.
22. ↑  “Anti-Polish sentiment” (영어). 2025년 6월 15일.
23. ↑  “Anti-Polish sentiment” (영어). 2025년 6월 15일.
24. ↑  “Anti-Polish sentiment” (영어). 2025년 6월 15일.
25. ↑  “Anti-Polish sentiment” (영어). 2025년 6월 15일.
26. 1 2 3  “Anti-Polish sentiment” (영어). 2025년 6월 15일.
27. ↑  “Anti-Polish sentiment” (영어). 2025년 6월 15일.
28. ↑  “Anti-Polish sentiment” (영어). 2025년 6월 15일.
29. ↑  “Anti-Polish sentiment” (영어). 2025년 6월 15일.
30. ↑  “Anti-Polish sentiment” (영어). 2025년 6월 15일.
31. ↑  “Anti-Polish sentiment” (영어). 2025년 6월 15일.
32. ↑  “Anti-Polish sentiment” (영어). 2025년 6월 15일.
33. ↑  “Anti-Polish sentiment” (영어). 2025년 6월 15일.
34. ↑  “Anti-Polish sentiment” (영어). 2025년 6월 15일.
35. ↑  “Anti-Polish sentiment” (영어). 2025년 6월 15일.
36. 1 2  “Anti-Polish sentiment” (영어). 2025년 6월 15일.
37. ↑  “Anti-Polish sentiment” (영어). 2025년 6월 15일.
38. ↑  “Anti-Polish sentiment” (영어). 2025년 6월 15일.
39. ↑  “Anti-Polish sentiment” (영어). 2025년 6월 15일.
40. ↑  “Anti-Polish sentiment” (영어). 2025년 6월 15일.
41. ↑  “Anti-Polish sentiment” (영어). 2025년 6월 15일.
42. ↑  “Anti-Polish sentiment” (영어). 2025년 6월 15일.
43. ↑  “Anti-Polish sentiment” (영어). 2025년 6월 15일.
44. ↑  “Anti-Polish sentiment” (영어). 2025년 6월 15일.
45. ↑  “Anti-Polish sentiment” (영어). 2025년 6월 15일.
46. ↑  “Anti-Polish sentiment” (영어). 2025년 6월 15일.
47. ↑  “Anti-Polish sentiment” (영어). 2025년 6월 15일.
48. ↑  “Anti-Polish sentiment” (영어). 2025년 6월 15일.
49. ↑  “Anti-Polish sentiment” (영어). 2025년 6월 15일.
50. ↑  “Anti-Polish sentiment” (영어). 2025년 6월 15일.
51. 1 2  “Anti-Polish sentiment” (영어). 2025년 6월 15일.
52. ↑  “Anti-Polish sentiment” (영어). 2025년 6월 15일.
53. ↑  “Anti-Polish sentiment” (영어). 2025년 6월 15일.
54. ↑  “Anti-Polish sentiment” (영어). 2025년 6월 15일.
55. ↑  “Anti-Polish sentiment” (영어). 2025년 6월 15일.
56. ↑  “Anti-Polish sentiment” (영어). 2025년 6월 15일.
57. ↑  “Anti-Polish sentiment” (영어). 2025년 6월 15일.
58. ↑  “Anti-Polish sentiment” (영어). 2025년 6월 15일.
59. ↑  “Anti-Polish sentiment” (영어). 2025년 6월 15일.
60. ↑  “Anti-Polish sentiment” (영어). 2025년 6월 15일.
61. ↑  “Anti-Polish sentiment” (영어). 2025년 6월 15일.
62. ↑  “Anti-Polish sentiment” (영어). 2025년 6월 15일.
63. ↑  “Anti-Polish sentiment” (영어). 2025년 6월 15일.
64. ↑  “Anti-Polish sentiment” (영어). 2025년 6월 15일.
65. ↑  “Anti-Polish sentiment” (영어). 2025년 6월 15일.
66. ↑  “Anti-Polish sentiment” (영어). 2025년 6월 15일.
67. ↑  “Anti-Polish sentiment” (영어). 2025년 6월 15일.
68. ↑  “Anti-Polish sentiment” (영어). 2025년 6월 15일.
69. ↑  “Anti-Polish sentiment” (영어). 2025년 6월 15일.
70. ↑  “Anti-Polish sentiment” (영어). 2025년 6월 15일.
71. ↑  “Anti-Polish sentiment” (영어). 2025년 6월 15일.
72. ↑  “Anti-Polish sentiment” (영어). 2025년 6월 15일.
73. ↑  “Anti-Polish sentiment” (영어). 2025년 6월 15일.
74. ↑  “Anti-Polish sentiment” (영어). 2025년 6월 15일.
75. ↑  “Anti-Polish sentiment” (영어). 2025년 6월 15일.
76. ↑  “Anti-Polish sentiment” (영어). 2025년 6월 15일.
77. ↑  “Anti-Polish sentiment” (영어). 2025년 6월 15일.
78. ↑  “Anti-Polish sentiment” (영어). 2025년 6월 15일.
79. ↑  “Anti-Polish sentiment” (영어). 2025년 6월 15일.
80. ↑  “Anti-Polish sentiment” (영어). 2025년 6월 15일.
81. ↑  “Anti-Polish sentiment” (영어). 2025년 6월 15일.
82. ↑  “Anti-Polish sentiment” (영어). 2025년 6월 15일.
83. ↑  “Anti-Polish sentiment” (영어). 2025년 6월 15일.
84. ↑  “Anti-Polish sentiment” (영어). 2025년 6월 15일.
85. ↑  “Anti-Polish sentiment” (영어). 2025년 6월 15일.
86. ↑  “Anti-Polish sentiment” (영어). 2025년 6월 15일.
87. ↑  “Anti-Polish sentiment” (영어). 2025년 6월 15일.
88. ↑  “Anti-Polish sentiment” (영어). 2025년 6월 15일.
89. ↑  “Anti-Polish sentiment” (영어). 2025년 6월 15일.
90. ↑  “Anti-Polish sentiment” (영어). 2025년 6월 15일.
91. ↑  “Anti-Polish sentiment” (영어). 2025년 6월 15일.
92. ↑  “Anti-Polish sentiment” (영어). 2025년 6월 15일.
93. ↑  “Anti-Polish sentiment” (영어). 2025년 6월 15일.
94. ↑  “Anti-Polish sentiment” (영어). 2025년 6월 15일.
95. ↑  “Anti-Polish sentiment” (영어). 2025년 6월 15일.
96. ↑  “Anti-Polish sentiment” (영어). 2025년 6월 15일.
97. ↑  “Anti-Polish sentiment” (영어). 2025년 6월 15일.
98. ↑  “Anti-Polish sentiment” (영어). 2025년 6월 15일.
99. ↑  “Anti-Polish sentiment” (영어). 2025년 6월 15일.
100. ↑  “Anti-Polish sentiment” (영어). 2025년 6월 15일.
101. ↑  “Anti-Polish sentiment” (영어). 2025년 6월 15일.
102. ↑  “Anti-Polish sentiment” (영어). 2025년 6월 15일.
103. ↑  “Anti-Polish sentiment” (영어). 2025년 6월 15일.
104. ↑  “Anti-Polish sentiment” (영어). 2025년 6월 15일.
105. ↑  “Anti-Polish sentiment” (영어). 2025년 6월 15일.
106. ↑  “Anti-Polish sentiment” (영어). 2025년 6월 15일.
107. ↑  “Anti-Polish sentiment” (영어). 2025년 6월 15일.
108. ↑  “Anti-Polish sentiment” (영어). 2025년 6월 15일.
109. ↑  “Anti-Polish sentiment” (영어). 2025년 6월 15일.
110. ↑  “Anti-Polish sentiment” (영어). 2025년 6월 15일.
111. ↑  “Anti-Polish sentiment” (영어). 2025년 6월 15일.
112. ↑  “Anti-Polish sentiment” (영어). 2025년 6월 15일.
113. ↑  “Anti-Polish sentiment” (영어). 2025년 6월 15일.